# تجارب هوثورن

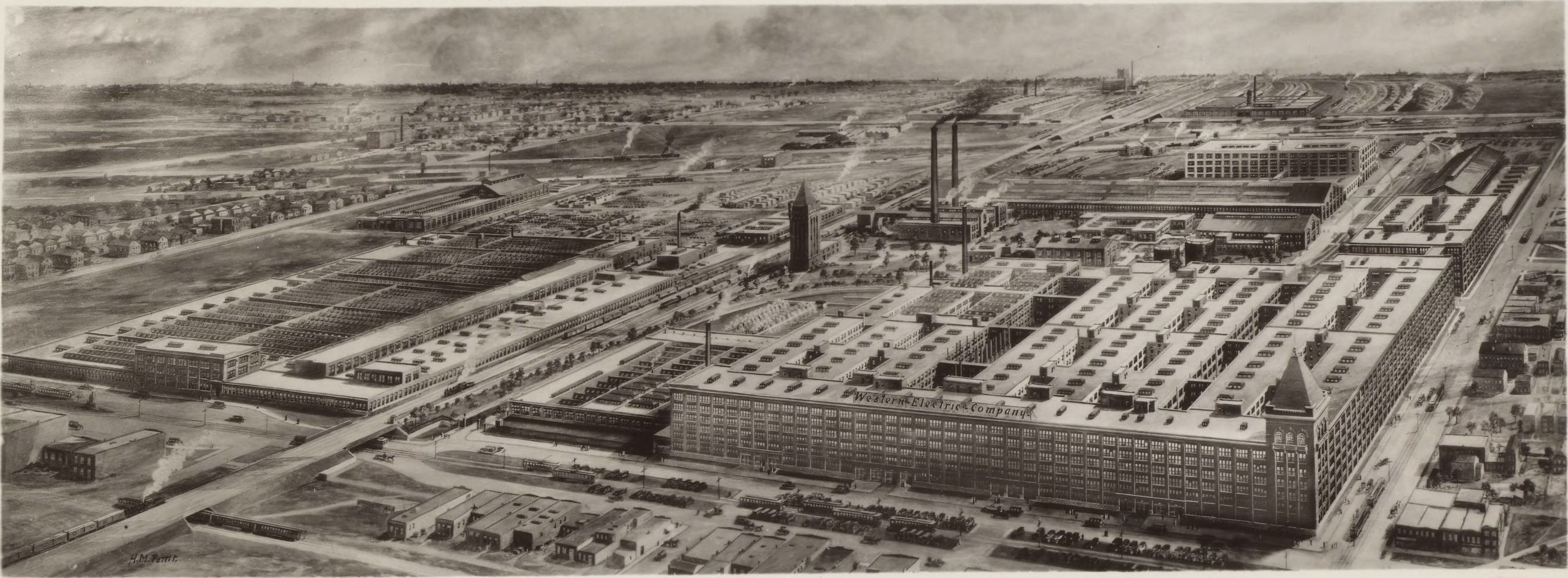

تجارب هوثورن (بالإنجليزية: Howthorne)‏ (وتسمى أيضاً أثر هوثورن) هي تجارب أجريت ما بين عامي 1927-1932م في مصانع شركة وسترن إلكتريتك، الشركة العالمية لصنع الهواتف وخدمات الاتصالات، في مدينة شيكاغو بأمريكا، وكان الغرض من هذه الدراسات هو تحديد تأثير عدد من المتغيرات المادية كالإضاءة وظروف العمل وفترات الراحة، على إنتاجية الأفراد المشاركين في التجارب كانت ترتفع بغض النظر عن التغيرات التي كانوا يحدثونها، وقد استنتجوا أن ذلك يعود إلى شعور الأفراد بالرضا الذي سببه اهتمام المشرف بهم كأشخاص وبسبب العلاقات الاجتماعية الحسنة السائدة بينهم.
تعد أبرز التجرب التي اُعتمد عليها في المنهج السلوكي للإدارة الذي كان أبرز رواده إلتون مايو.

## وصلات خارجية
- Evan Davis on the Hawthorne Effect, OpenLearn from The Open University
- The Hawthorne, Pygmalion, placebo and other expectancy effects: some notes, by Stephen W. Draper, Department of Psychology, University of Glasgow.
- BBC Radio 4: Mind Changers: The Hawthorne Effect
- Harvard Business School and the Hawthorne Experiments (1924–1933), Harvard Business School.